# Chen Yanqing
Chen Yanqing (chiń. upr. 陈艳青; chiń. trad. 陳艷青; pinyin Chén Yànqīng; ur. 5 kwietnia 1979 w Suzhou) – chińska sztangistka, dwukrotna mistrzyni olimpijska, dwukrotna mistrzyni świata.

## Kariera sportowa
Startowała w kategorii do 58 kg. Ma na koncie tytuły mistrzyni olimpijskiej z 2004 i 2008 roku, jest też czterokrotna mistrzynią świata (w tym dwukrotnie w dwuboju). Na igrzyskach azjatyckich rozgrywanych w Bangkoku i Dosze otrzymała złoty medal.

## Osiągnięcia
| Rok  | Zawody               | Miasto     | Miejsce | Wynik    |
| ---- | -------------------- | ---------- | ------- | -------- |
| 1997 | Mistrzostwa świata   | Chiang Mai | 1       |          |
| 1999 | Mistrzostwa świata   | Ateny      | 1       |          |
| 2004 | Igrzyska Olimpijskie | Ateny      | 1       | 237,5 kg |
| 2008 | Igrzyska Olimpijskie | Pekin      | 1       | 244 kg   |